# Högen, Krokoms kommun
Högen är en bebyggelse sydost om Krokom i Krokoms kommun. Vid avgränsningen 2020 klassades Högen som en småort, men inte längre vid avgränsningen 2023.